# David Maia
David Braga da Costa Maia (ur. 18 października 1972) – portugalski zapaśnik walczący w stylu klasycznym. Olimpijczyk z Atlanty 1996, gdzie zajął osiemnaste miejsce w wadze koguciej.
Zajął 25. miejsce na mistrzostwach świata w 1991. Ósmy na mistrzostwach Europy w 1991 roku.

## Letnie Igrzyska Olimpijskie 1996
| Konkurencja          | Rundy eliminacyjne     | Rundy eliminacyjne        | Klas. końcowa |
| Konkurencja          | Przeciwnik I           | Przeciwnik II             | Miejsce       |
| -------------------- | ---------------------- | ------------------------- | ------------- |
| 57 kg styl klasyczny | Luis Sarmiento (CUB) P | Armando Fernández (MEX) P | 18.           |